# Mattis Hörlén
Agda Mathilda (Mattis) Hörlén, född Lundberg den 14 december 1884 i Valleberga socken, död den 26 augusti 1965 i Stockholm, var en svensk hemslöjdsexpert.
Mattis Hörlén var dotter till byggmästaren Sven Lundberg. Hon avlade småskollärarexamen i Lund 1903. Åren 1904–1911 var hon lärarinna vid Hammenhögs skolskola. Från 1920 verkade Hörlén som föreläsare för hemslöjdens räkning. Hon var 1932–1935 ledare av Stockholms läns och stads hemslöjdsförening, till vars stiftare hon hörde, och var från 1937 statens instruktör i hemslöjd. Hon verkade för att höja hemslöjdens kvalitet och konstnärlighet samt att stärka dess sociala och ekonomiska betydelse. Hörlén var ledamot av redaktionskommittén för Textil (del 1–2 1939–1940 i serien Hantverkets bok), medredaktör av Konsthantverk och hemslöjd i Sverige 1930–1940 (1941) och medarbetare i Hemslöjdens handarbeten (1944). Från 1939 var hon redaktör för Mönsterblad utgivna av Föreningen för svensk hemslöjd. Hörlén blev 1944 styrelseledamot i Svenskt textilforskningsinstitut och erhöll samma år Illis quorum. Hon är gravsatt i Högalids kolumbarium i Stockholm.